# 小行星9658
小行星9658（9658 Imabari）是一颗围绕太阳公转的小行星。1996年2月28日，中村彰正在久万高原町发现了此天体。
該小行星以日本愛媛縣的今治市命名。
这颗小行星的绝对星等为87.70502等。